# ラス・アーウィン
ラス・アーウィン（Russ Irwin、1968年5月3日 - ）は、ニューヨーク出身のアメリカ人シンガーソングライター、音楽プロデューサー、映画音楽作曲家、マルチ奏者。エアロスミス、スティング、ブライアン・アダムス、ミートローフ、フォリナー、チープ・トリック、ジョー・ボナマッサ、カート・スミスなど様々なアーティストたちと共演してきた。
アーウィンは、ニューヨーク大学で音楽ビジネスとクラシック・ピアノを学び、ジャズ・ピアノのためニュー・スクールにも通った。1991年、チャールズ・コッペルマンとSBKレコードで契約し、フィル・ラモーンがプロデュースしたセルフタイトル・アルバム（邦題は『愛のプレゼント』）が同年末にリリースされた。このアルバムはビルボードのヒートシーカーズ・チャートにおいてデビューを果たし、シングル「My Heart Belongs to You」がBillboard Hot 100で28位を記録。「I Need You Now」がラジオ&レコーズ・ロック・チャートで36位を記録した。1992年、アーウィンは自身のバンドでツアーを行い、ロクセットのオープニング・アクトを務めた。
1990年代半ば、アーウィンはティアーズ・フォー・フィアーズのカート・スミスをフィーチャーしたバンド、メイフィールドで演奏するようになり、エアロスミス（1997年-2014年）、スティング（2000年-20014年）、ブライアン・アダムス（2002年）、チープ・トリック（2012年）、ジョー・ボナマッサ（2016年）のキーボーディスト、ボーカリスト、ギタリストとしてツアーに参加するようになった。また、ジェフ・ベック、ジョン・フォガティ、マルーン5、ジョニー・ラング、スラッシュ、ダンカン・シーク、アラン・パーソンズ、ジェシカ・シンプソンらとライブで共演。2008年、アーウィンはクリス・ボッティのDVD『クリス・ボッティ・イン・ボストン』に出演した。
アーウィンはエアロスミス、フォリナー、スコーピオンズ、そしてミートローフの『地獄のロック・ライダー3〜最後の聖戦!』に曲を提供している。2006年、アーウィンはクレイ・エイケンのシングル「I Want to Know What Love Is」をプロデュース。2012年には、アルバム『ミュージック・フロム・アナザー・ディメンション!』に収録されたエアロスミスのアダルト・トップ40ヒット「What Could Have Been Love」（21位）や、日本人アーティスト平子理沙の「Lollipop」（CD付き写真集『VEGAS Risa Hirako』収録）を共作。2012年には自身2枚目のソロ・アルバム『Get Me Home』をリリースし、エアロスミスのスティーヴン・タイラーとブラッド・ウィットフォード、クリス・ボッティ、ストーン・テンプル・パイロッツのディーン・デレオをゲストに迎えた。

## 私生活
アーウィンの元ガールフレンドであるキャロル・ラジウェルは、2012年に彼の曲「Manhattan」のビデオへ出演している。彼は『The Real Housewives of New York City』に時々出演していたが、彼女もこのリアリティ番組に出演している。

## ディスコグラフィ

### ソロ・アルバム
- 『愛のプレゼント』 - Russ Irwin (1991年)
- Get Me Home (2012年)

### プロデューサー/ソングライター参加アルバム
- エアロスミス : 『ミュージック・フロム・アナザー・ディメンション!』 - Music from Another Dimension! (2012年)
- エアロスミス : 『ア・リトル・サウス・オブ・サニティ』 - A Little South of Sanity (1998年)
- クレイ・エイケン : 『ア・サウザンド・ディファレント・ウェイズ』 - A Thousand Different Ways (2006年)
- ミートローフ : 『地獄のロック・ライダー3〜最後の聖戦!』 - Bat Out of Hell III: The Monster is Loose (2006年)
- ポール・スタンレー : 『リヴ・トゥ・ウィン』 - Live to Win (2006年)
- フォリナー : 『コンプリート・ベスト～ノー・エンド・イン・サイト』 - No End in Sight: The Very Best of Foreigner (2008年)